# Xanthorhoe irrepleta
Xanthorhoe irrepleta är en fjärilsart som beskrevs av Louis Beethoven Prout 1939. Xanthorhoe irrepleta ingår i släktet Xanthorhoe och familjen mätare. Inga underarter finns listade i Catalogue of Life.